# 1. duben
1. duben je 91. den roku podle gregoriánského kalendáře (92. v přestupném roce). Do konce roku zbývá 274 dní. Svátek má Hugo. Často se nazývá apríl. Už od 16. století je apríl spojen s různými žertíky a drobnými zlomyslnostmi.

## Události

### Česko
- 1839 – V Třineckých železárnách byla zapálena první vysoká pec na dřevěné uhlí.
- 1848 – Nejvyšší purkrabí Království českého Rudolf hrabě Stadion zřídil v Praze poradní mimořádnou guberniální komisi, která měla omezit vliv Svatováclavského výboru.
- 1887 – V Jindřichově Hradci, jako v prvním českém městě, bylo zavedeno elektrické osvětlení ulic.
- 1893 – Na základě washingtonské mezinárodní konference z roku 1884 začal platit systém 24 hodinových pásem vymezených poledníky.
- 1899 – V Olomouci byl zahájen provoz elektrické tramvaje.
- 1913 – Byl otevřen Jedličkův ústav, první český ústav pro tělesně postižené .
- 1918 – Národně socialistická strana se sloučila se skupinou anarchistů a přejmenovala se na Československou stranu socialistickou.
- 1921 – Bratři Čapkové se stali redaktory Lidových novin.[1]
- 1926 – V rozhlasovém vysílání Českého rozhlasu byl zaveden nový časový signál. Vysílal se vždy v poledne a ve 22.00 hodin ze Státní hvězdárny v podobě 6 teček.
- 1938 – Ministerský předseda Milan Hodža zahájil jednání s vedením Sudetoněmecké strany o řešení sudetoněmecké krize.
- 1957 – V Litvínově byl zahájen provoz na prvním úseku normálněrozchodné tramvajové tratě do Mostu.
- 1964 – Premiéra Recitalu 64 Jiřího Suchého a Jiřího Šlitra v Městské knihovně v Praze.
- 1966 – Avia Letňany zahájila výrobu vylepšeného nákladního automobilu Praga S5T-3.
- 1972 – Škoda 120 S jako první československý automobil získala homologaci Mezinárodní automobilová federace pro skupinu A2 (přestože za cenu podvodu).
- 1981 – Premiéra filmové muzikálové parodie Trhák, kterou režisér Zdeněk Podskalský natočil o rok dříve podle scénáře Ladislava Smoljaka a Zdeňka Svěráka.
- 1987 – Zahájení činnosti Letecké záchranné služby v ČSSR – zřízena základna v Praze, kde Letecká služba Federálního ministerstva vnitra používala vrtulník Mi-2 s volacím znakem Kryštof 1.
- 1990 – V Kroměříži byla uspořádána manifestace „Moravskoslezská neděle“, byl vyhlášen požadavek obnovení moravskoslezské samosprávy a založeno Hnutí za samosprávnou demokracii – Společnost pro Moravu a Slezsko.
- 1993 – V Praze začala platit „katalyzátorová vyhláška“, omezující vjezd některých motorových vozidel do některých oblastí.
- 1992 – AC Sparta Praha porazila FC Barcelona 1:0.
- 2009 – Začala vysílat Prima Cool.

### Svět
- 0374 – Halleyova kometa se přiblížila Zemi na < 0,09 astronomické jednotky.
- 1504 – Anglické cechy se dostaly pod státní kontrolu.
- 1572 – Gézové, členové protišpanělské opozice, dobyly Brielle, co bylo klíčovou bitvou Nizozemské revoluce.
- 1578 – William Harvey z Anglie objevil krevní oběh v těle.
- 1778 – Neworleánský obchodník Oliver Pollock vytvořil symbol „$“
- 1789 – První schůze členů Sněmovny reprezentantů Spojených států amerických v New Yorku.
- 1900 – Ve Francii proběhla policejní reforma. Při ní mimo jiné dostali francouzští policisté právo nosit zbraň.
- 1918 – Ve Spojeném království bylo založeno Royal Air Force.
- 1924 – Adolf Hitler byl po neúspěšném pivním puči odsouzen na 5 let do vězení, ale již 20. prosince byl podmínečně propuštěn na svobodu.
- 1945 – Začala bitva o Okinawu.
- 1947 – Blackburn Firecrest uskutečnil svůj první let.
- 1948
  - V Keni byl založen Národní park Tsavo.
  - Faerské ostrovy získaly v rámci Dánského království rozsáhlou autonomii.
- 1949 – Japonsko založilo svou vlastní akciovou burzu. Dnes patří mezi největší akciové trhy na světě.
- 1950 – Stalin oznámil v Moskvě svůj plán, který předpokládal dalekosáhlé přeměny přírodních podmínek Sovětského svazu až k Uralu.
- 1959 – Izraelský premiér David Ben Gurion založil tajnou službu Mossad.
- 2002 – Nizozemsko jako první země na světě legalizovalo eutanazii.
- 2004 – vznikla e-mailová služba Gmail

## Narození

### Česko

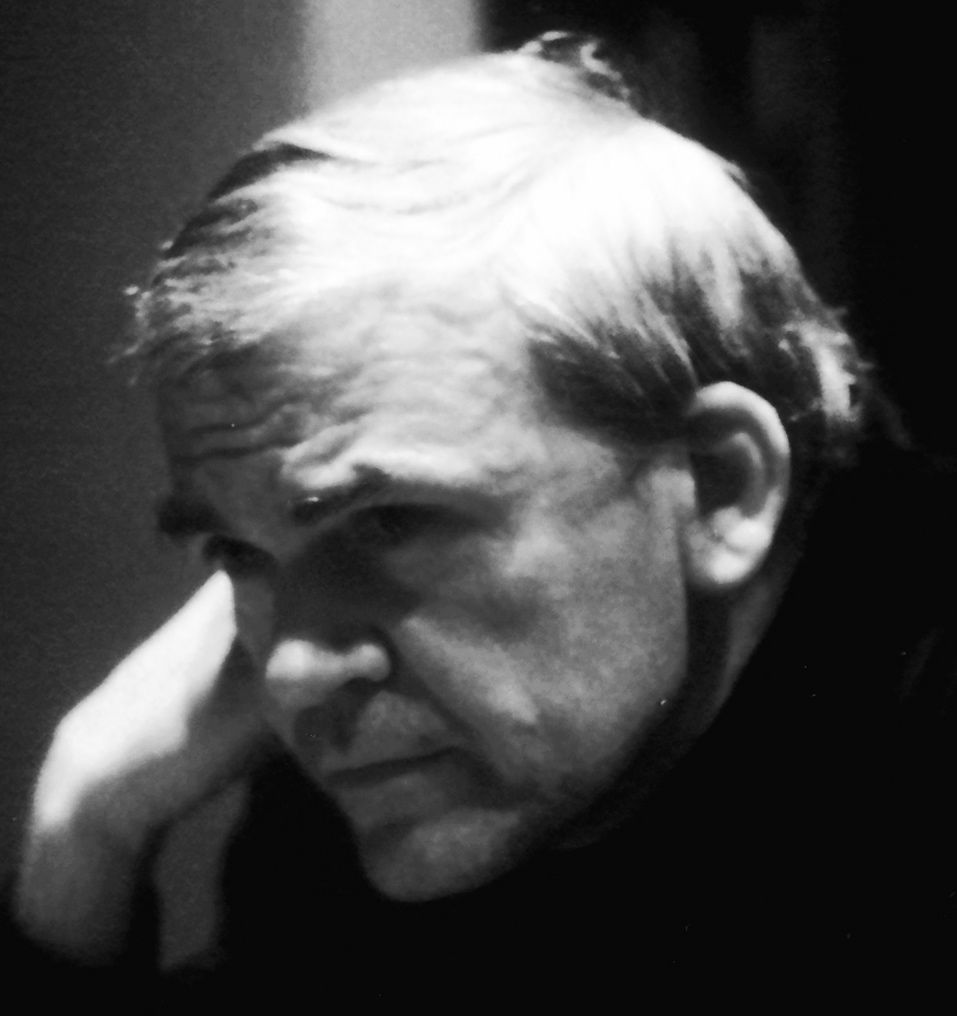
Milan Kundera (* 1929)

- 1619 – Bedřich Bridel, český misionář, spisovatel a básník († 15. října 1680)
- 1776 – Hugo František Salm, šlechtic, průmyslník a mecenáš († 31. března 1836)
- 1788 – Josef František Wittoch, český kantor a skladatel (* 1. dubna 1871)
- 1802 – Josef Alexandr Dundr, učitel a vlastenec († 14. září 1874)
- 1827 – Josef Mottl, kladenský farář, zastupitel a historik († 8. srpna 1884)
- 1835 – Josef Vilímek, český vydavatel († 16. dubna 1911)
- 1852 – Kliment Čermák, amatérský historik († 19. ledna 1917)
- 1853 – Josef Klenka, sokolský funkcionář († 19. července 1932)
- 1868
  - Jan Kolář, profesor mostního stavitelství, rektor ČVUT († 18. dubna 1958)
  - Alois Kolísek, československý politik († 25. srpna 1931)
  - Eduard Neumann, lékař, překladatel († 19. října 1942)
  - František Vážný, prezident Nejvyššího soudu († 9. března 1941)
- 1869 – Dominik Leibl, československý politik († 21. prosince 1947)
- 1875 – Hugo Doskočil, katolický kněz, rektor kněžského semináře v Hradci Králové († 9. srpna 1961)
- 1878 – Jan Cais, generální vikář českobudějovické diecéze († 20. dubna 1950)
- 1879 – František Mašata, československý politik († 28. února 1943)
- 1883 – Hugo Bezděk, sportovec († 19. září 1952)
- 1885
  - Ignác Arnož, český katolický biskup a misionář († 26. února 1950)
  - Arnošt Bass, pedagog, překladatel a publicista († 1943)
- 1886 – František Rambousek, entomolog a československý politik († 14. září 1931)
- 1888 – František Formánek, český sochař, konstruktér a vynálezce († 5. dubna 1964)
- 1890 – Berthold Epstein, český pediatr († 9. června 1962)
- 1897 – Ladislav Borovanský, český anatom († 4. ledna 1971)
- 1901 – Jan Lauschmann, chemik a fotograf († 1. ledna 1991)
- 1907
  - Walter Kaufmann, hudební vědec, skladatel, pedagog a dirigent, narozený v Čechách († 9. září 1984)
  - Vlasta Štáflová, spisovatelka († 14. února 1945)
- 1908 – Pravdomil Svoboda, botanik a dendrolog († 16. března 1978)
- 1910 – Jaroslava Bajerová, sportovní gymnastka, stříbrná medaile LOH 1936 († 23. srpna 1995)
- 1913
  - Bedřich Steiner, komunistický poslanec († 1. října 1983)
  - František Peltán, účastník československého protinacistického odboje († 20. července 1942)
- 1917 – Jaromír Svoboda, zpěvák a divadelní fotograf († 27. července 1992)
- 1925 – Herbert Patzelt, německý evangelický farář a historik
- 1929 – Milan Kundera, spisovatel († 11. července 2023)
- 1931 – Jaroslav Štika, valašský národopisec, sběratel lidové kultury († 28. září 2010)
- 1932 – Jiří Smutný, český dirigent a skladatel
- 1935 – Josef Topol, český básník a dramatik († 15. června 2015)
- 1937 – Eduard Maur, historik
- 1939 – Jiří Stromšík, germanista, vysokoškolský pedagog a překladatel
- 1942 – Jaroslava Severová, grafička a pedagožka
- 1947
  - Petr Bukovský, textař populárních písní
  - Václav Riedlbauch, český hudební skladatel, pedagog a manažer
- 1948 – Vladimír Kůrka, soudce Ústavního soudu
- 1949 – Václav Bláha, český malíř a grafik
- 1950 – Richard Hindls, vysokoškolský pedagog, rektor Vysoké školy ekonomické v Praze
- 1954 – Vlastimil Šik, malíř a výtvarný pedagog († 2. července 2009)
- 1955 – Čeněk Pavlík, český houslový virtuóz
- 1958 – Lukáš Evžen Martinec, jedenáctý opat starobrněnského augustiniánského kláštera
- 1959 – Petr Mašek, český spisovatel
- 1971 – Josef Plachý, stolní tenista
- 1975 – Filip Švarc, herec
- 2000 – Barbora Seemanová, plavkyně

### Svět

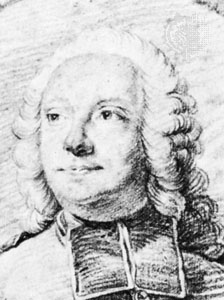
Antoine François Prévost * (1697)

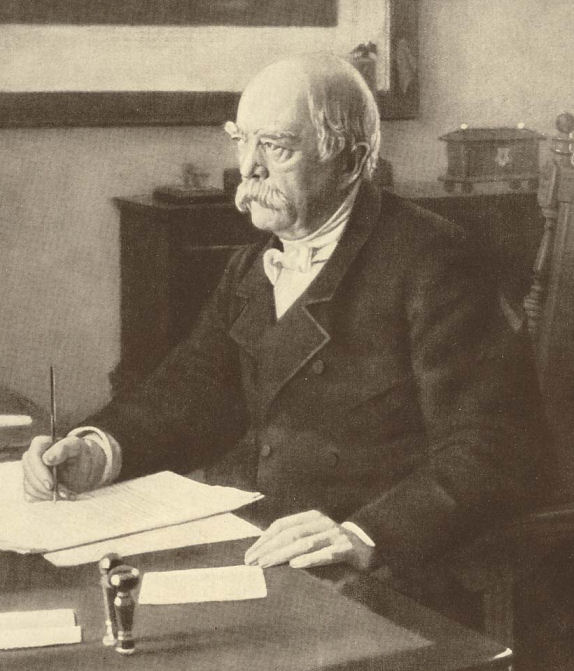
Otto von Bismarck (* 1815)

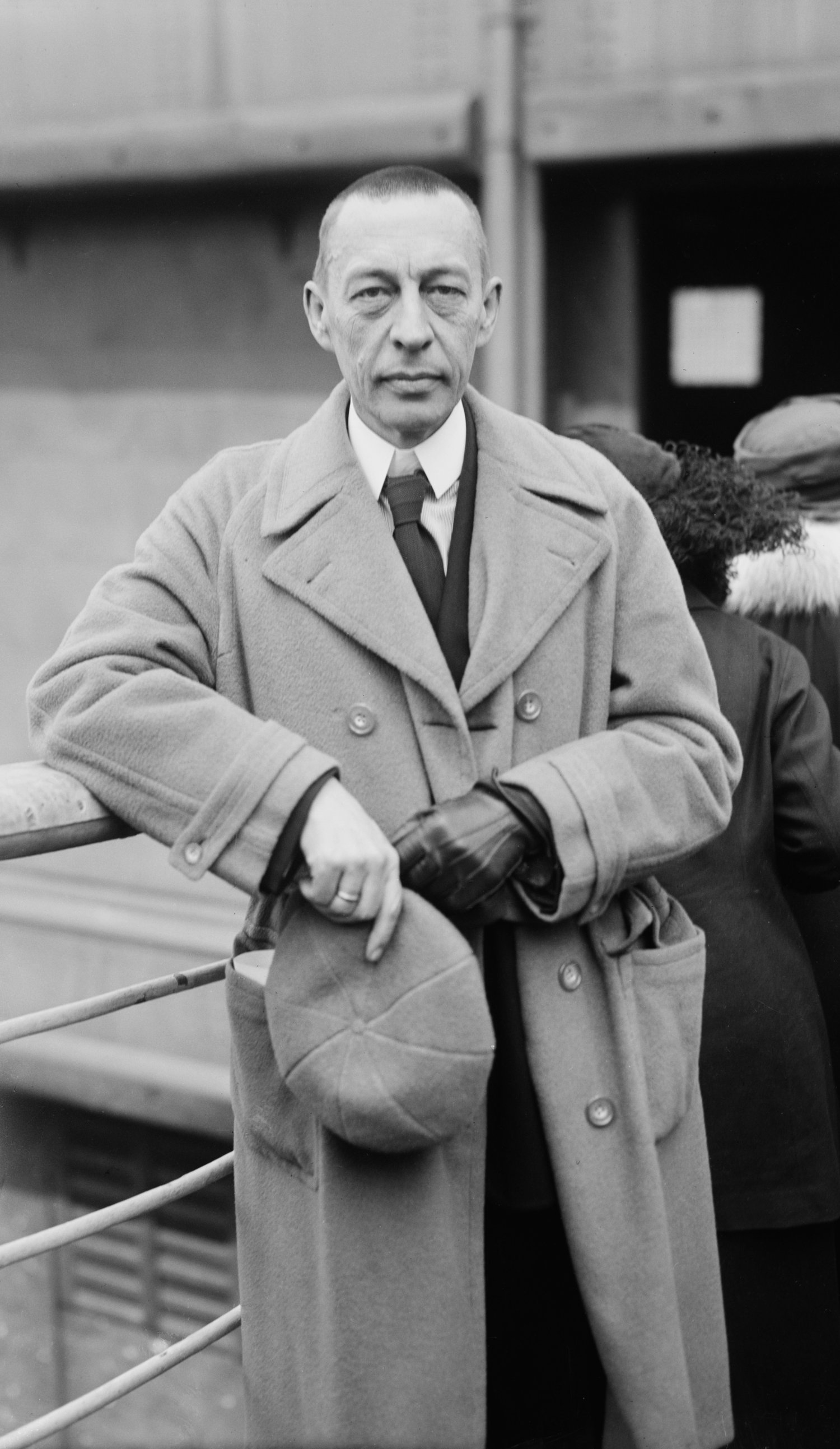
Sergej Rachmaninov (* 1873)

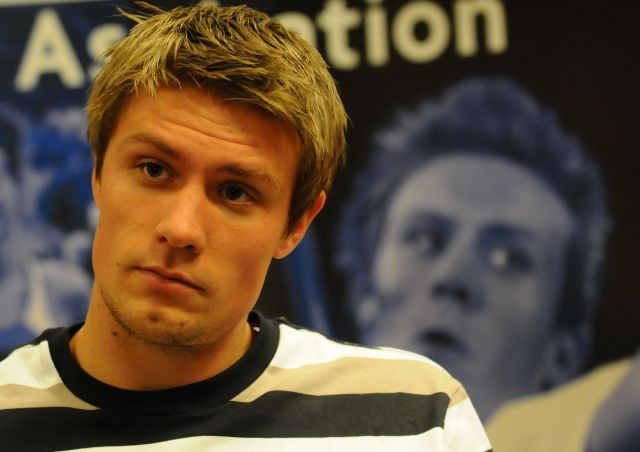
Andreas Thorkildsen (* 1982)

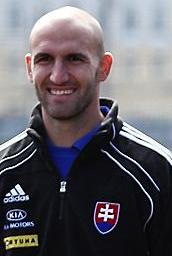
Róbert Vittek (* 1982)

- 1328 – Blanka Francouzská, vévodkyně orleánská, dcera krále Karla IV. († 8. února 1382)
- 1347 – Ingeborg Dánská, dánská princezna († 16. června 1370)
- 1578 – William Harvey, anglický lékař, anatom a fyziolog, objevitel krevního oběhu († 3. června 1657)
- 1607 – Marie Eleonora Braniborská, braniborská princezna a falcká lankraběnka († 18. února 1675)
- 1629 – Jean-Henri d'Anglebert, francouzský hudební skladatel († 23. dubna 1691)
- 1647 – John Wilmot, anglický básník († 26. července 1680)
- 1682 – Pierre-Joseph Thoulier d'Olivet, francouzský jazykovědec a překladatel († 8. října 1768)
- 1693 – Melusina von der Schulenburg, nemanželská dcera anglického krále Jiřího I. († 16. září 1778)
- 1694 – Samuel Hruškovic, slovenský teolog († 1. září 1748)
- 1697 – Antoine François Prévost, francouzský spisovatel († 23. prosince 1763)
- 1721 – Karel Maria Raimund z Arenbergu, rakouský polní maršál († 17. srpna 1778)
- 1730 – Salomon Gessner, švýcarský malíř a německojazyčný básník († 2. března 1788)
- 1738 – Juraj Papánek, slovenský kněz a historik († 11. dubna 1802)
- 1753 – Joseph de Maistre, francouzský filozof († 26. února 1821)
- 1755 – Jean Anthelme Brillat-Savarin, francouzský právník, politik, gurmán a gastronom († 2. února 1826)
- 1764
  - Barbara Krafft, rakouská malířka († 28. září 1825)
  - plnokrevník Eclipse, nikdy neporažený závodní kůň, předek asi 80 % všech dnešních dostihových koní († 26. února 1785).
- 1776 – Sophie Germainová, francouzská matematička, fyzička a filosofka († 27. června 1831)
- 1780 – Alois Gonzaga z Lichtenštejna, rakouský generál († 4. listopadu 1833)
- 1809 – Nikolaj Vasiljevič Gogol, ruský spisovatel († 4. března 1852)
- 1813 – Carl Rammelsberg, německý chemik a mineralog († 28. prosince 1899)
- 1815 – Otto von Bismarck, německý politik († 30. července 1898)
- 1825 – Augusta Ferdinanda Toskánská, rakouská arcivévodkyně († 26. dubna 1864)
- 1839 – Sanjútei Enčó, japonský vypravěč († 11. srpna 1900)
- 1851 – Bernard III. Sasko-Meiningenský, poslední vévoda sasko-meiningenský († 16. ledna 1928)
- 1854 – Augustus Tolton, první černošský katolický kněz v USA († 9. července 1897)
- 1855 – Ewald von Lochow, německý generál († 11. dubna 1942)
- 1858 – Gaetano Mosca, italský politolog († 8. listopadu 1941)
- 1862
  - Frederick Delius, anglický hudební skladatel († 27. července 1934)
  - Hugo von Schauer, ministr spravedlnosti Předlitavska († 3. dubna 1920)
- 1865 – Adolf Richard Zsigmondy, německý chemik († 24. září 1929)
- 1866 – Ferruccio Busoni, italský hudební skladatel († 27. července 1924)
- 1868 – Edmond Rostand, francouzský dramatik († 2. prosince 1918)
- 1873 – Sergej Rachmaninov, ruský skladatel († 28. března 1943)
- 1875 – Edgar Wallace, anglický spisovatel a novinář († 10. února 1932)
- 1876
  - Ernst Stern, rumunsko-německý scénograf († 28. srpna 1954)
  - Peter Strasser, organizátor bojové činnosti německé námořní vzduchoplavby († 5. srpna 1918)
- 1878 – Carl Sternheim, německý dramatik, básník a spisovatel († 3. listopadu 1942)
- 1879 – Frank Dixon, kanadský hráč lakrosu († 29. listopadu 1932)
- 1885
  - Wallace Beery, americký herec († 15. dubna 1949)
  - Clementine Churchillová, manželka britského premiéra Winstona Churchilla († 12. prosince 1977)
- 1887 – Leonard Bloomfield, americký jazykovědec († 18. dubna 1949)
- 1891 – Armand de Turenne, francouzský stíhací pilot († 10. prosince 1980)
- 1893 – Chana Rovina, izraelská divadelní herečka († 3. února 1980)
- 1895 – Alberta Hunter, americká bluesová zpěvačka († 17. října 1984)
- 1898 – William James Sidis, americký matematický a jazykový génius († 17. července 1944)
- 1901 – Sergiusz Piasecki, polský spisovatel († 12. září 1964)
- 1902 – Józef Mackiewicz, polský spisovatel († 31. ledna 1985)
- 1905 – Gaston Eyskens, premiér Belgie († 3. ledna 1988)
- 1906 – Alexandr Sergejevič Jakovlev, sovětský letecký konstruktér († 22. srpna 1989)
- 1907
  - Gejza Dusík, slovenský hudební skladatel († 6. května 1988)
  - Kjózan Džóšú Sasaki, japonský učitel rinzai zenu († 27. července 2014
- 1908 – Abraham Maslow, americký psycholog († 8. června 1970)
- 1910 – Harry Carney, americký jazzový hudebník († 8. října 1974)
- 1911 – Adam Kozłowiecki, polský arcibiskup a kardinál († 28. září 2007)
- 1914 – Willi Meinck, německý spisovatel († 7. dubna 1992)
- 1915 – Hans Liebherr, německý vynálezce a průmyslník († 7. října 1993)
- 1917 – Dinu Lipatti, rumunský klavírní virtuos a hudební skladatel († 2. prosince 1950)
- 1918 – Ján Kadár, slovenský filmový scenárista a režisér († 1. června 1979)
- 1920 – Toširó Mifune, japonský herec († 24. prosince 1997)
- 1922 – Alan J. Perlis, americký informatik († 7. února 1990)
- 1926 – Anne McCaffrey, americká spisovatelka († 21. listopadu 2011)
- 1930
  - Anton Kret, slovenský spisovatel a dramaturg († 6. února 2019)
  - Grace Lee Whitneyová, americká herečka a zpěvačka († 1. května 2015)
- 1931
  - Ladislav Kačáni, slovenský fotbalista a československý reprezentant († 5. února 2018)
  - Rolf Hochhuth, německý spisovatel († 13. května 2020)
- 1932 – Debbie Reynoldsová, americká herečka, zpěvačka a tanečnice († 28. prosince 2016)
- 1933
  - Claude Cohen-Tannoudji, francouzský fyzik
  - Robert Šavlakadze, gruzínský olympijský vítěz ve skoku do výšky († 4. března 2020)
  - Dan Flavin, americký instalační umělec († 29. listopadu 1996)
- 1936 – Abdul Kádir Chán, pákistánský jaderný fyzik a metalurg († 10. října 2021)
- 1940 – Wangari Maathai, keňská politická aktivistka († 25. září 2011)
- 1943 – Mario Botta, švýcarský architekt
- 1947 – Alain Connes, francouzský matematik
- 1948
  - Jimmy Cliff, jamajský ska a reggae zpěvák, hudebník a herec
  - Andrea Feldman, americká herečka († 8. srpna 1972)
- 1949 – Gil Scott-Heron, americký hudebník († 27. května 2011)
- 1952
  - Angelika Bahmannová, východoněmecká vodní slalomářka, olympijská vítězka
  - László Tőkés, rumunský politik maďarského etnika a kněz
  - Annette O'Toole, americká herečka a tanečnice
  - Abdelbaset al-Midžráhí, libyjský terorista
- 1953 – Pavol Biroš, slovenský fotbalista, československý reprezentant
- 1954
  - Giancarlo Antognoni, italský fotbalista
  - Dieter Müller, německý fotbalista
  - Jeff Porcaro, americký bubeník, člen skupiny Toto († 5. srpna 1992)
- 1955 – Dave Spitz, americký baskytarista
- 1959 – Christian Thielemann, německý dirigent
- 1964 – Scott Stevens, kanadský lední hokejista
- 1978 – Karine Rubyová, francouzská snowboardistka, olympijská vítězka a šestinásobná mistryně světa († 29. května 2009)
- 1979 – Ivano Balić, chorvatský házenkář
- 1980 – Randy Orton, americký profesionální wrestler
- 1981 – Bjørn Einar Romøren, norský skokan na lyžích
- 1982 – Róbert Vittek, slovenský fotbalový útočník
- 1986 – Ireen Wüstová, nizozemská rychlobruslařka
- 1997 – Asa Butterfield, britský herec

## Úmrtí

### Česko

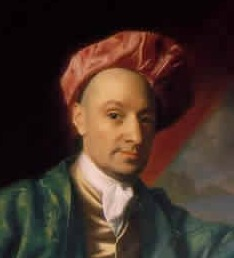
Václav Josef Bartoloměj Praupner († 1807)

- 1715 – Ondráš, slezský zbojník (* 13. listopadu 1680)
- 1803 – Viktorín Ignác Brixi, hudební skladatel a varhaník (* 26. června 1716)
- 1807 – Václav Josef Bartoloměj Praupner, skladatel (* 18. srpna 1745)
- 1884 – Bedřich Hoppe, organizátor školství a politik (* 7. listopadu 1838)
- 1894 – Emanuel Seydl, stavitel (* 24. prosince 1814)
- 1897 – Kryštof Kachler, arciděkan v Horní Polici (* 6. července 1826)
- 1900
  - Salomon Reich, podnikatel ve sklářství, starosta Velkých Karlovic (* 1. ledna 1817)
  - Jan Kušta, geolog a paleontolog (* 22. května 1845)
- 1942 – Ivan Kolařík, voják a příslušník výsadku Out Distance (* 22. března 1920)
- 1951 – Josef Jerie, gynekolog (* 20. dubna 1871)
- 1958 – Břetislav Bakala, dirigent a skladatel (* 12. února 1897)
- 1960 – Emanuel Viktor Voska, kameník, agent tajné služby USA (* 4. listopadu 1875)
- 1963 – Anežka Hodinová-Spurná, komunistická politička (* 12. ledna 1895)
- 1966 – Josef Knop, příslušník Československé armády v zahraničí, generál in memoriam (* 30. ledna 1909)
- 1967 – Max Lobkowicz, šlechtic, politik a diplomat (* 26. prosince 1888)
- 1968 – Hynek Baťa, ředitel Baťových závodů (* 1898)
- 1974 – Josef Křepela, československý basketbalista (* 22. ledna 1924)
- 1976 – Miroslav Ponc, hudební skladatel a dirigent (* 2. prosince 1902)
- 1977
  - Hans Jelen, právník a hudební skladatel (* 5. ledna 1892)
  - Rudolf Černý, kladenský architekt (* 14. září 1890)
- 1978 – Bohumír Kozák, architekt (* 4. prosince 1885)
- 1981
  - Václav Netušil, publicista a překladatel (* 31. května 1909)
  - Rudolf Krčil, československý fotbalový reprezentant (* 5. března 1906)
- 1983 – Václav Hůla, ministr vlád ČSSR (* 21. července 1925)
- 1985 – Josef Cikán, voják, příslušník operace Glucinium (* 22. listopadu 1914)
- 1990 – K. M. Walló, režisér, scenárista a spisovatel (* 27. června 1914)
- 1994 – Oldřich Pelc, příslušník výsadku Potash (* 14. listopadu 1908)
- 1997 – Karel Kyncl, publicista, reportér a novinář (* 6. ledna 1927)
- 2007 – Ladislav Rychman, filmový režisér (* 9. října 1922)
- 2013 – Bohumil Švarc, herec, voiceover a rozhlasový hlasatel (* 21. února 1926)
- 2015 – Jana Skalická, výtvarnice a pedagožka (* 25. března 1957)
- 2020 – Jiřina Medková, historička umění (* 27. prosince 1921)

### Svět

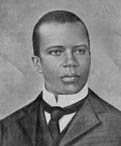
Scott Joplin († 1917)

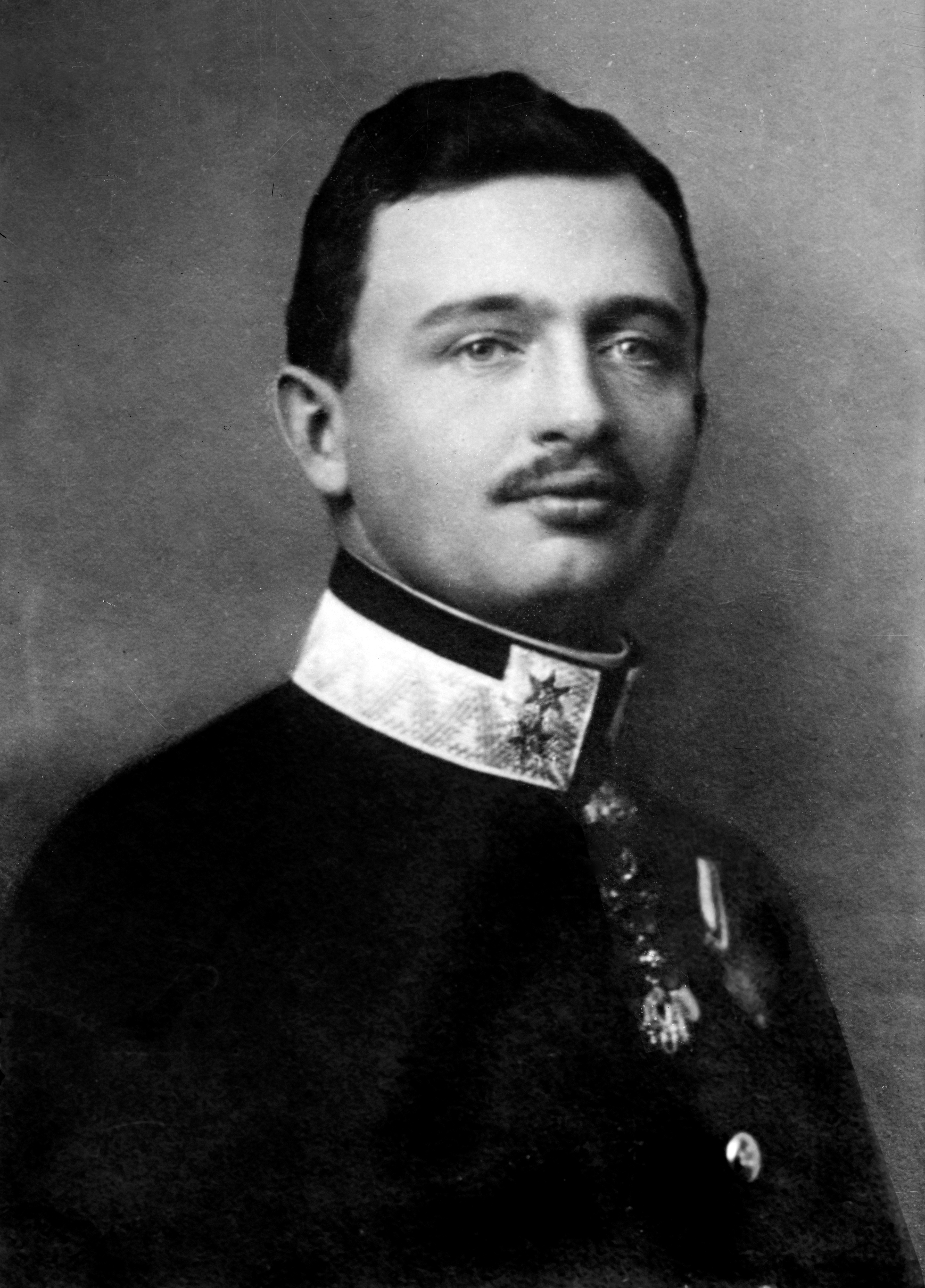
Karel I. († 1922)

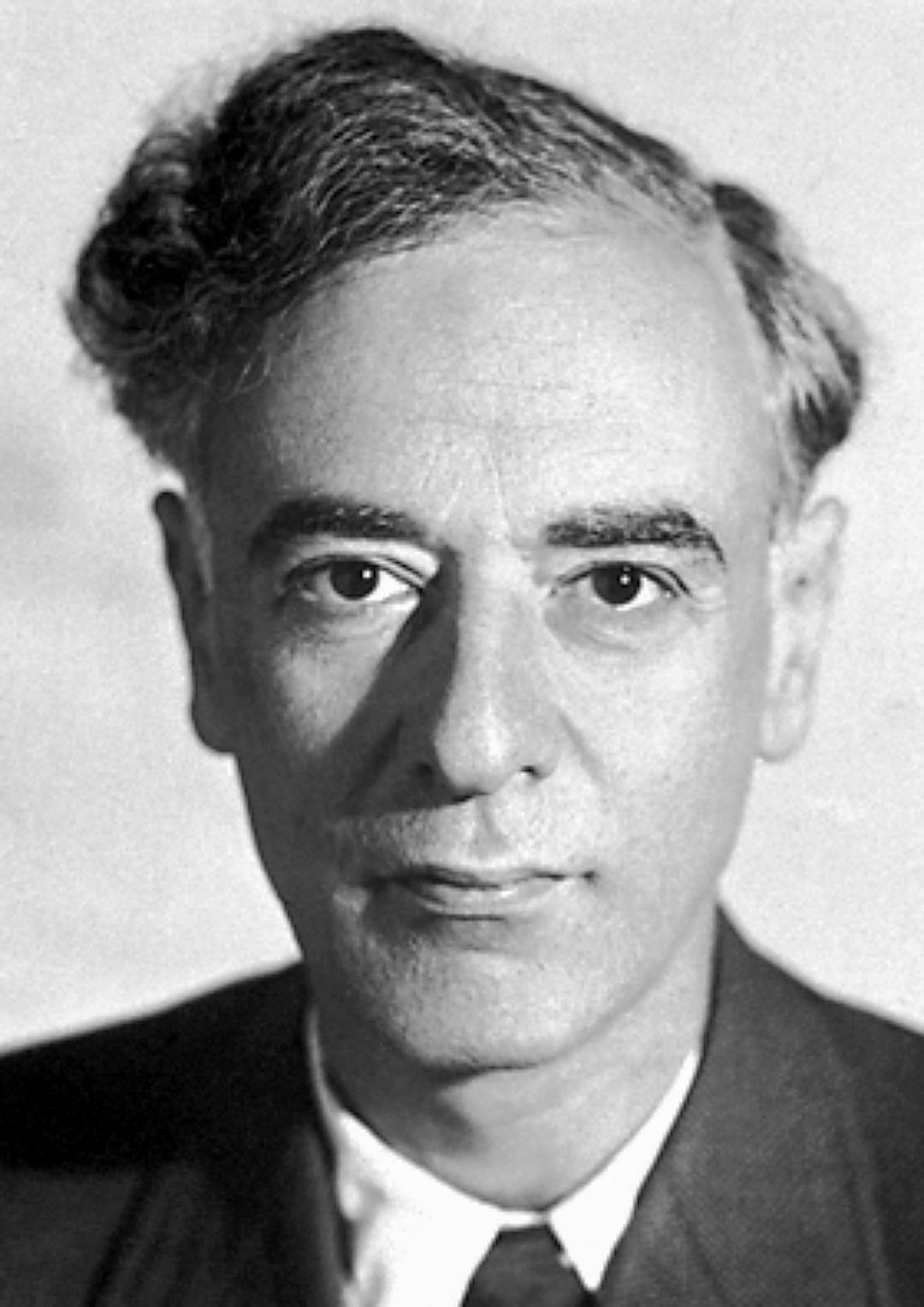
Lev Davidovič Landau († 1968)

- 1012 – Heřman III. Švábský, švábský vévoda (* 995)
- 1085 – Šen-cung (Sung), čínský císař (* 25. května 1048)
- 1132 – Hugo z Grenoblu, francouzský biskup a svatý (* 1053)
- 1229 – Abrahám Bulharský, křesťanský konvertita z Islámu, mučedník a světec (* ?)
- 1282 – Abaka Chán, druhý ílchán mongolského ílchanátu (* únor 1234)
- 1412 – Albrecht Meklenburský, král švédský, vévoda meklenbursko-zvěřínský (* asi 1338)
- 1441 – Blanka Navarrská, sicilská a navarrská královna (* 1385)
- 1548 – Zikmund I. Starý, polský král (* 1. listopadu 1467)
- 1707 – Takarai Kikaku, japonský básník (* 11. srpna 1661)
- 1734 – Louis Lully, francouzský hudební skladatel (* 4. srpna 1664)
- 1779 – John Langhorne, anglický básník, kněz a překladatel (* 1735)
- 1802 – Joseph Duplessis, francouzský malíř (* 22. září 1725)
- 1839 – Jerónimo José Candido, španělský matador (* 8. ledna 1770)
- 1857 – Teodolinda Leuchtenberská, württemberská hraběnka (* 13. dubna 1814)
- 1862 – Anton von Gapp, rakouský profesor práv (* 24. března 1778)
- 1863 – Jakob Steiner, švýcarský matematik (* 18. března 1796)
- 1869 – Alexander Dreyschock, klavírista a hudební skladatel (* 16. října 1818)
- 1872
  - Gustav Franz von Schreiner, rakouský profesor práv (* 6. srpna 1793)
  - Hugo Mohl, německý botanik (* 8. dubna 1805)
- 1884 – Anna Ottendorfer, německá filantropka a vydavatelka (* 13. února 1815)
- 1890 – Alexandr Fjodorovič Možajskij, ruský vynálezce, průkopník letectví (* 21. března 1825)
- 1898 – Celso Golmayo y Zúpide, kubánský šachový mistr (* 24. dubna 1820)
- 1901 – François-Marie Raoult, francouzský chemik (* 10. května 1830)
- 1906 – Léon Fairmaire, francouzský entomolog (* 29. července 1820)
- 1910 – Andreas Achenbach, německý malíř (* 29. září 1815)
- 1912 – Paul Brousse, francouzský socialista, anarchista (* 23. ledna 1844)
- 1915 – Johann Joseph Abert, německý hudební skladatel, dirigent a kontrabasista pocházející z Čech (* 20. září 1832)
- 1917 – Scott Joplin, americký pianista, zakladatel ragtimu (* 1867 nebo 1868)
- 1918
  - Paul von Rennenkampf, ruský generál (* 29. dubna 1854)
  - Richard Mandl, rakouský skladatel (* 9. května 1859)
- 1922
  - Hermann Rorschach, švýcarský psycholog a psychiatr (* 8. listopadu 1884)
  - Karel I., rakouský císař, poslední panovník Rakouska-Uherska, zatím poslední král český (jako Karel III.) (* 17. srpna 1887)
- 1924 – Frank Capone, americký gangster (* leden 1895)
- 1930 – Cosima Wagnerová, dcera skladatele Franz Liszta (* 24. prosince 1837)
- 1939 – Anton Semjonovič Makarenko, ukrajinský a sovětský spisovatel a pedagog (* 13. března 1888)
- 1943
  - Elvíra Bavorská, vnučka krále Ludvíka I. Bavorského (* 22. listopadu 1868)
  - František Bernard Vaněk, kněz, spisovatel a kulturní organizátor (* 15. července 1872)
- 1947 – Jiří II. Řecký, řecký král (* 20. července 1890)
- 1952 – Ferenc Molnár, maďarský spisovatel (* 12. ledna 1878)
- 1956 – Michail Těreščenko, ruský ministr financí a zahraničí prozatímní vlády (* 18. března 1886)
- 1962 – Michel de Ghelderode, belgický prozaik (* 3. dubna 1898)
- 1968 – Lev Davidovič Landau, ruský fyzik (* 22. ledna 1908)
- 1972 – Şükriye Sultan, osmanská princezna a vnučka sultána Abdulazize (* 24. února 1906)
- 1975 – Alexander Matuška, slovenský literární vědec a politik (* 26. února 1910)
- 1976
  - Dimitrij Andrusov, slovenský geolog ruského původu (* 7. listopadu 1897)
  - Max Ernst, německý malíř (* 2. dubna 1891)
- 1984 – Marvin Gaye, americký soulový zpěvák (* 2. dubna 1939)
- 1987 – Henri Cochet, francouzský tenista (* 14. prosince 1901)
- 1990 – Russell Vis, americký zápasník, zlato na OH 1924 (* 22. června 1900)
- 1991 – Paulo Muwanga, prezident Ugandy (* 1924)
- 1993
  - Andrée Brunin, francouzský básník (* 13. února 1937)
  - Ivan Maček, slovinský politik (* 28. května 1908)
  - Jan Bourbonský, infant španělský (* 20. června 1913)
- 1994
  - Léon Degrelle, belgický politik (* 15. června 1906)
  - Robert Doisneau, francouzský fotograf (* 14. dubna 1912)
- 1998 – Gordon White, britský politolog a sinolog (* 13. října 1942)
- 2002 – Simo Häyhä, finský odstřelovač (* 17. prosince 1906)
- 2003 – Louise Rosskam, americká fotografka (* 27. března 1910)
- 2006 – Jurij Mazurok, ruský operní pěvec (baryton) (* 18. července 1931)
- 2007 – John Billings, australský lékař – neurolog (* 5. března 1918)
- 2008 – Péter Baczakó, maďarský vzpěrač, držitel dvou olympijských medailí (* 27. září 1951)
- 2009 – Umberto Betti, italský kardinál (* 7. března 1922)
- 2010
  - John Forsythe, americký herec (* 29. ledna 1918)
  - Tzannis Tzannetakis, premiér Řecka (* 13. září 1927)
- 2011 – Varkey Vithayathil, arcibiskup katolické církve syrsko-malabarského ritu, kardinál (* 29. května 1927)
- 2014
  - Jacques Le Goff, francouzský historik (* 1. ledna 1924)
  - King Fleming, americký jazzový klavírista (* 4. května 1922)
- 2015 – Cynthia Lennon, manželka hudebníka Johna Lennona (* 10. září 1939)
- 2017 – Jevgenij Alexandrovič Jevtušenko, ruský básník, scenárista a režisér ukrajinského původu (* 18. července 1932)
- 2020
  - Cristina, americká zpěvačka (* 2. ledna 1959)
  - Ellis Marsalis, americký jazzový klavírista a hudební pedagog (* 14. listopadu 1934)
- 2024
  - Vontae Davis, hráč amerického fotbalu (* 27. května 1988)
  - Alejandro Semenewicz, argentinský fotbalový záložník (* 1. června 1949)
- 2025
  - Val Kilmer, americký herec (* 31. prosince 1959)

## Svátky

### Česko
- Hugo
- Blahomír, Blahomil
- Velen, Velislav, Veleslav,Věslav
- Gražina

### Svět
- Mezinárodní den ptactva
- Slovensko: Hugo
- USA: April Fool’s Day
- Sýrie: Asyrský Nový Rok Rish Nissanu
- San Marino: Národní den
- Barma: Bank Holiday
- Srí Lanka: Sinhal/Tamil Nový rok
- Švýcarsko: Glarius Festival (je-li čtvrtek)

### Liturgický kalendář
- Sv. Makarius (Blahomír)
- Loki
- Fortuna virilis (ženský svátek v antickém Římě)

## Pranostiky

### Česko
- Prší-li na 1. dubna, bývá mokrý máj.

| 1. duben v pražském KlementinuÚdaje jsou platné k 8. 7. 2025. | 1. duben v pražském KlementinuÚdaje jsou platné k 8. 7. 2025. | 1. duben v pražském KlementinuÚdaje jsou platné k 8. 7. 2025. |
| minimum                                                       | denní průměr                                                  | maximum                                                       |
| ------------------------------------------------------------- | ------------------------------------------------------------- | ------------------------------------------------------------- |
| −6,0 °C (1850)                                                | 8,4 °C (od 1961)                                              | 23,3 °C (2024)                                                |